# 奥原選
奥原選（おくはら すぐる、1976年2月22日-）は、福岡県出身の随筆家。

## 経歴
- 1997年～広告代理店に勤めながら、韓国や旧満州を旅した紀行随筆文「すーちゃんの大韓紀行」を自身のホームページノドン2号上で公開。 　独特な筆致で書かれた紀行文の合間に両国の文化や歴史問題を取り上げる。　日本人の固定観念を笑い飛ばしながら、ユーモア溢れるイロニーも多用し「全く新しい韓国紀行文」と評価されている。

- 2001年4月ニューズウィーク (Newsweek)国際版で大韓紀行の中に書かれている「Korea envy syndrome」がトップ記事で取り上げられ、その直後に韓国の東亜日報をはじめとした複数のメディアが後追い記事を載せる。

- 2002年5月PHP研究所より韓国クール★ワンダーランドが出版される。

　　その後も日本・韓国の有力紙で彼の発言や文章が引用され、2004年から日本で本格化した韓流のきっかけを作ったひとりである。
- 2005年～韓国の有名サイトゲソムンドットコムで、韓国紀行(すーちゃんの大韓紀行)と彼のインタビュー記事が80回に渡り連載され、毎回1万～2万アクセスを超える記事となり、韓国内でもよく知られている。

## 著書
- 韓国クール★ワンダーランド(PHP研究所、2002年)